# 香港仔隧道粒子物理實驗室
香港仔隧道粒子物理實驗室（英語：Aberdeen Tunnel Underground Laboratory）是香港唯一一間山洞實驗室，位於香港島南區黃竹坑香港仔隧道兩條管道之間，第2及第5號閘口後，面積為200平方呎，主要供科學家進行粒子物理科學實驗。

## 歷史

### 籌建及應用
實驗室籌建於1980年，當時香港大學的物理學研究人員計劃進行宇宙粒子的研究，由於這項研究需要盡量減低宇宙射線的干擾，從而提高粒子物理科學實驗的精確度，因此需要在香港尋找合適的地點設置地下實驗室，在視察全香港的隧道後，研究人員發現興建中的香港仔隧道，因為隧道位處於金馬倫山及聶高信山的山體內，可以利用天然地勢作為屏障，阻隔外來宇宙射線對實驗的干擾，適合修建實驗室，於是主動接觸承建隧道的聯營公司及相關的政府部門，提議在隧道內加建一個實驗室，獲得答應後即展開建造工作，設置實驗室的費用由香港大學承擔，而香港仔隧道的兩條行車管道先後於1982年及1983年的3月啟用。
因為要盡可能阻隔外來的宇宙射線，所以在實驗室內部的四周裝上可屏蔽輻射的鉛板，連同不銹鋼管及儀器，當時需要近40萬港元。由於受環境所限，加上實驗室的空間大都被儀器佔用，餘下的空間相當狹小，在空氣不流通的山洞內，最初只有一把電風扇用作通風，所以實驗室十分悶熱，即使後來加裝一台冷氣機，也因為電力供應有限，只能短時間開啟，所以實驗人員都汗流浹背。同樣因為空間所限，這個實驗室沒有設置供大小便的設施，如有需要，只能前往設於隧道控制室的洗手間，但由於實驗室與洗手間相距甚遠，而且實驗須要分秒必爭，所以研究員和和參與實驗的學生只能在事前盡量減少吃喝，避免在實驗期間要去洗手間。
當年的香港大學研究人員完成粒子物理科學的實驗項目後，因為在香港無人再進行同類型的科學實驗，所以隱藏在隧道中的實驗室一直被長期關閉，並且逐漸被人遺忘。

### 再度使用
2006年，為參與大亞灣核電廠的中微子物理實驗，香港大學聯同香港中文大學物理系再向香港仔隧道的營運公司申請使用該實驗室。
香港仔隧道在通車之初的交通流量不算很高，研究人員在日間都可以進入實驗室進行研究；惟由於現時香港仔隧道的車流量十分頻繁，科學家每週最多只有3至4晚，等待到深夜香港仔隧道實施單管雙程行車，並且隧道沒有清潔工作及維修工程時，方可進入實驗室，所以實驗只能夠在凌晨1時半至5時許期間進行。

## 外部連結
- Daya Bay θ13 Reactor Neutrino Experiment & Aberdeen Cosmic Ray Muon-induced Neutron Experiment
- 香港仔隧道計劃（页面存档备份，存于），中大物理通訊